# فرنسيس مانينغ هيل
فرنسيس مانينغ هيل هو سياسي كندي، ولد في 1809، وتوفي في يناير 1854.